# Dioses egipcios

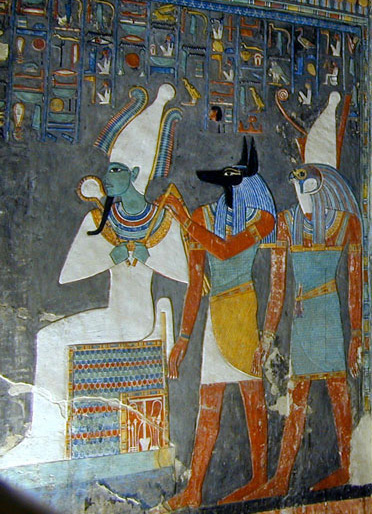
Los dioses Osiris, Anubis, y Horus

Las deidades del Antiguo Egipto son los dioses que eran venerados en el Antiguo Egipto. Las creencias y rituales que rodean a estos dioses son el centro de la religión del Antiguo Egipto, que emergió junto con ellos en algún momento en la Edad Antigua. Las deidades representaban a las fuerzas y fenómenos naturales, y los egipcios los apoyaban y calmaban a través de ofrendas y rituales de modo que estas fuerzas continuaran con sus funciones de acuerdo a la maat, o el orden divino. Después de la fundación del Estado egipcio alrededor de 3100 a. C., la autoridad para realizar estas tareas era controlada por el faraón, quien decía ser el representante de los dioses y quien gestionaba los templos donde los rituales eran llevados a cabo.
Las complejas características de los dioses fueron expresadas a través de mitos y en las intrincadas relaciones entre las deidades: lazos familiares, grupos y jerarquías poco estrictas y combinaciones de dos dioses en uno. Las diversas representaciones de las deidades en el arte del Antiguo Egipto —como animales, humanos, objetos y combinaciones de diferentes formas— también aludían, a través del simbolismo, a sus características esenciales.
En épocas diferentes, varios dioses ocuparon la posición más alta en la sociedad divina, incluyendo a la deidad solar Ra, el misterioso dios Amón y la diosa madre Isis. Usualmente se le acreditaba la creación del mundo a la deidad más alta y frecuentemente se conectaba con el poder para dar vida al sol. Algunos académicos han argumentado, basándose en parte en manuscritos egipcios acerca de estos altos dioses, que los egipcios reconocieron un poder divino único que estaba detrás de todas las cosas y presente en todas las deidades. Sin embargo, jamás abandonaron la visión politeísta del mundo, con una posible excepción en la época del Atonismo en el siglo XIV a. C., cuando la religión oficial se centró casi exclusivamente en el dios solar impersonal Atón.
Se creía que los dioses estaban presentes a través del mundo, que eran capaces de influenciar los eventos naturales y las vidas humanas. Los humanos interactuaban con ellos en los templos y en santuarios no oficiales, por razones personales como por las metas más grandes de los ritos del estado. Los egipcios rezaban buscando ayuda divina, utilizaban rituales para compeler a los dioses a actuar, los llamaban en busca de consejo. Las relaciones humanas con sus dioses eran una parte fundamental de la sociedad egipcia.

## Definición
En la tradición del Antiguo Egipto, los seres que podrían ser catalogados como deidades son difíciles de enumerar. Los textos egipcios citan los nombres de muchas deidades cuya naturaleza es desconocida y hacen referencias vagas e indirectas a otros dioses que ni siquiera tienen nombre. El egiptólogo James P. Allen estima que más de 1400 deidades son enlistadas en textos egipcios, mientras que su colega Christian Leitz comenta que existen "miles de miles" de dioses.
Los vocablos del lenguaje egipcio para estos seres eran nṯr, "dios", y su forma femenina nṯrt, "diosa". Algunos académicos han tratado de discernir la naturaleza original de los dioses proponiendo etimologías para estas palabras, pero ninguna de estas sugerencias ha sido aceptada, y el origen de los vocablos permanece desconocido. Los jeroglíficos que fueron utilizados como ideogramas y determinativos en la escritura de estas palabras muestran algunos de los rasgos que los egipcios conectan con divinidad. El más común de estos símbolos es una bandera ondeando en un asta. Objetos similares fueron colocados en las entradas de templos, representando la presencia de una deidad, a través de la historia del Antiguo Egipto. Otros jeroglíficos del tipo incluyen un halcón, reminiscencia de muchos de los primeros dioses que fueron representados con este animal, y una deidad sentada masculina o femenina. La forma femenina también podía ser escrita con un huevo como su determinativo, conectando a las diosas con la creación y nacimiento, o con una cobra, reflejando el uso de la cobra para representar muchas deidades femeninas.
Los egipcios distinguían a los nṯrw, "dioses", de la rmṯ, "gente", pero los significados de los términos en egipcio y español. El término nṯr puede haber aplicado a cualquier ser que se encontraba fuera del contexto de la vida cotidiana. Los muertos humanos eran llamados nṯr pues se consideraba que eran como dioses, aunque el término rara vez se aplicaba a muchos de los seres supernaturales menores de Egipto, los cuales son frecuentemente denominados "demonios", por académicos modernos. El arte religioso egipcio también describe lugares, objetos y conceptos en forma humana. En estas ideas personificadas se incluyen desde deidades que eran importantes en mitos y rituales hasta seres poco conocidos, solamente mencionan una o dos veces, y que pueden ser un poco más que metáforas.
Confrontando estas distinciones borrosas entre dioses y otros seres, los académicos han propuesto varias definiciones de una "deidad". Una versión generalmente aceptada, sugerida por Jan Assmann, dice que una deidad tiene un culto, se encuentra involucrada en un aspecto del universo, y se describe en la mitología o en otras formas de tradición escrita. De acuerdo a una definición diferente, por Dimitri Meeks, nṯr aplicaba a cualquier ser que era enfoque de rituales. Desde esta perspectiva, los "dioses" incluían al rey, quien era nombrado dios después de sus rituales de coronación y que después de muerto su alma entrara al reino divino, a través de ceremonias fúnebres. Similarmente, la preeminencia de los grandes dioses se mantuvo gracias a la devoción ritual que se realizaba para ellos en Egipto.

## Orígenes
La primera evidencia de deidades proviene del Periodo arcaico de Egipto (c. 3100-2686 a. C.) Las deidades deben de haber emergido en algún punto del Periodo Predinástico (antes de 3100 a. C.) y nacieron de creencias religiosas prehistóricas. Las obras de arte predinásticas muestran variedad en figuras animales y humanas. Algunas de estas imágenes, como estrellas y ganado, son reminiscencias de importantes facciones de la religión egipcias en tiempos posteriores, pero en la mayoría de los casos no hay suficiente evidencia para afirmar si las deidades están conectadas con las imágenes. Conforme la sociedad egipcia se tornaba más sofisticada, aparecieron señales más claras de actividad religiosa. Se sabe que los primeros templos fueron construidos en los últimos siglos de la era predinástica. junto con imágenes que se parecen a las iconografías de deidades conocidas: el halcón que representa a Horus y otros dioses, las flechas cruzadas de Neit, y el enigmático "animal Set" que representa a Seth.
Muchos egiptólogos y antropólogos han sugerido teorías acerca de como los dioses se desarrollaron en estos tiempos tempranos. Gustave Jéquier, por ejemplo, pensó que los egipcios primero reverenciaron fetiches primitivos, después deidades en forma animal y finalmente deidades en forma humana, mientras que Henri Frankfort argumentó que los dioses debieron haber sido concebidos en forma humana desde el inicio. Algunas de estas teorías ahora se consideran demasiado simplistas, y las más actuales, como las hipótesis de Siegfried Morenz argumentan que las deidades emergieron como humanos empezaron a distinguirse y a personificar su medio.

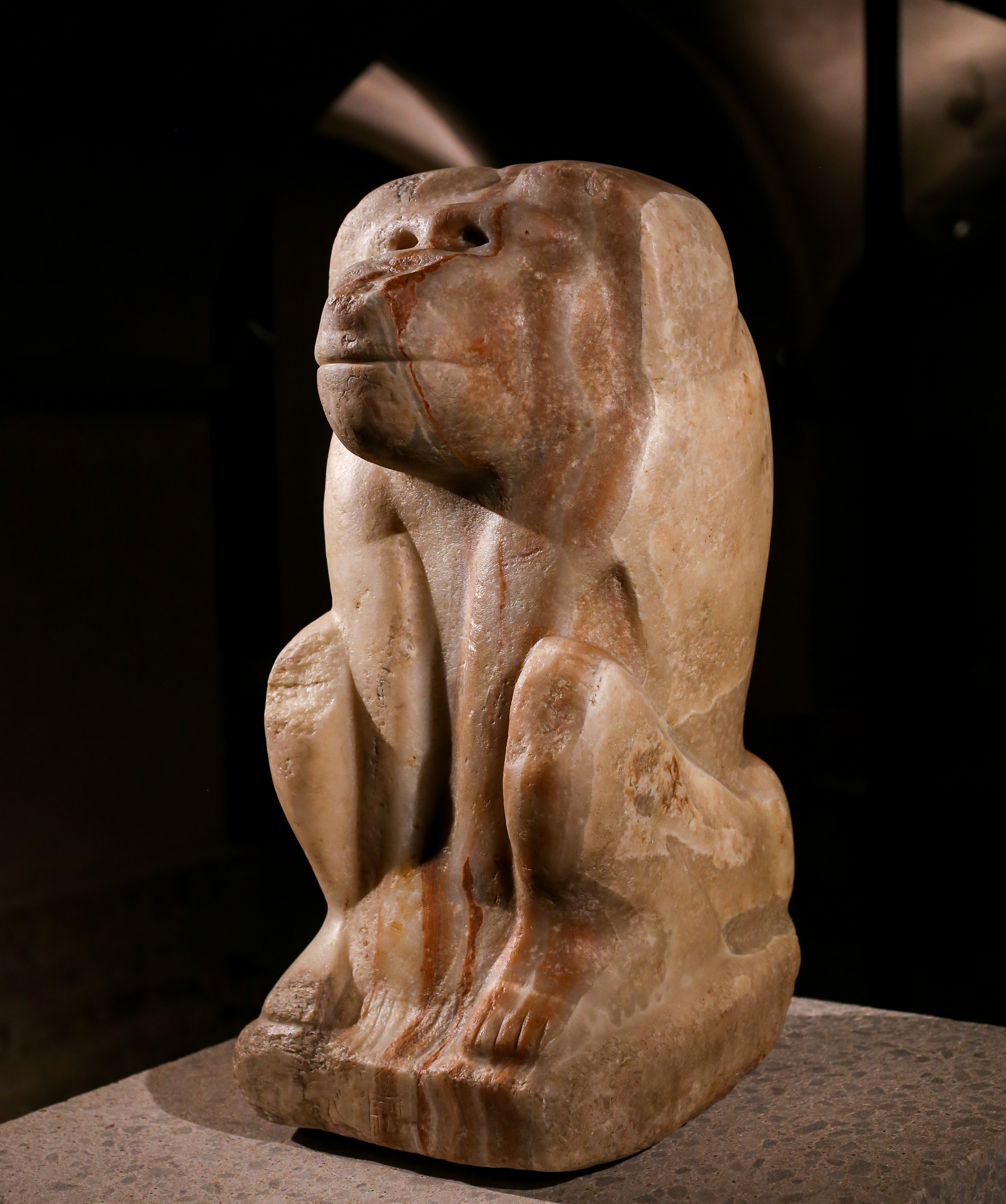
Estatua del Predinástico Tardío del dios babuino Hedj-Wer

En el Periodo arcaico Egipto estaba constituido por aldeas pequeñas e independientes. Debido a que muchas deidades se encontraban vinculadas a pueblos y regiones particulares en tiempos posteriores, muchos académicos han sugerido que el panteón se formó cuando las comunidades dispersas se unieron para formar agrupaciones más grandes, y se propagado y enriqueció la adoración de las antiguas deidades locales. Aunque otros han argumentado que los dioses predinásticos más importantes se encontraban, como otros elementos de la cultura egipcia, presentes en la totalidad del país a pesar de las divisiones políticas dentro del mismo.
El paso final en la formación de la religión egipcia fue la unificación de Egipto, en la que los gobernantes del Alto Egipto se autoproclamaron faraones del país completo. Estos reyes sagrados y sus subordinados asumieron el derecho exclusivo de interactuar con los dioses, y la monarquía se convirtió en el enfoque unificado de la religión.
Los nuevos dioses no cesaron de emerger después de esta transformación. Se sabe que algunas deidades importantes como Isis y Amón aparecen en el Imperio Antiguo (c. 2686-2181 a. C.) Lugares y conceptos podían ser repentinamente la fuente de inspiración para la creación de una deidad que los representara, y las deidades a veces eran creadas para fungir como contrapartes del sexo opuesto de dioses o diosas establecidos. Se decía que los reyes eran divinos, aunque solamente algunos fueron alabados después de su muerte. Se decía que algunos humanos que no pertenecían a la nobleza tenían el favor de los dioses y eran venerados. Esta veneración usualmente duraba poco, aunque los arquitectos de la corte Imhotep y Amenhotep hijo de Hapu mantuvieron su estatus de dios siglos después de su época, como algunos otros oficiales.
A través del contacto con civilizaciones vecinas, los egipcios también adoptaron deidades externas. Dedun, quien es mencionado por primera vez en el Antiguo Imperio, pudo provenir de Nubia, y Baal, Anat, y Astarte, entre otros, fueron adoptados de la religión cananea durante el Nuevo Imperio (c. 1550-1070 a. C.) En tiempos de Grecia y Roma, desde 322 a. C. hasta los primeros siglos d. C., deidades de todo el mundo mediterráneo eran alabadas en Egipto, pero los dioses nativos permanecieron, y frecuentemente absorbían los cultos de los nuevos en el propio.

## Características
Los conocimientos modernos de las creencias egipcias acerca de los dioses provienen mayormente de escritos religiosos realizados por los escribas y sacerdotes de la nación. Estas personas eran la élite de la sociedad egipcia y se distinguían de la población, la cual era analfabeta en su mayoría. Poco es sabido acerca del alcance del entendimiento o conocimiento que la población tenía de estas ideas sofisticadas que la élite desarrollo. La percepción de lo divino de los plebeyos puede haber diferido de aquella de los sacerdotes. La población, por ejemplo, pudo haber confundido las afirmaciones simbólicas religiosas sobre los dioses y sus acciones por verdades literales. No obstante y en general, lo poco que se sabe acerca de las creencias religiosas populares es consistente con la tradición de la élite. Las dos tradiciones forman una visión cohesiva de los dioses y su naturaleza.

### Roles

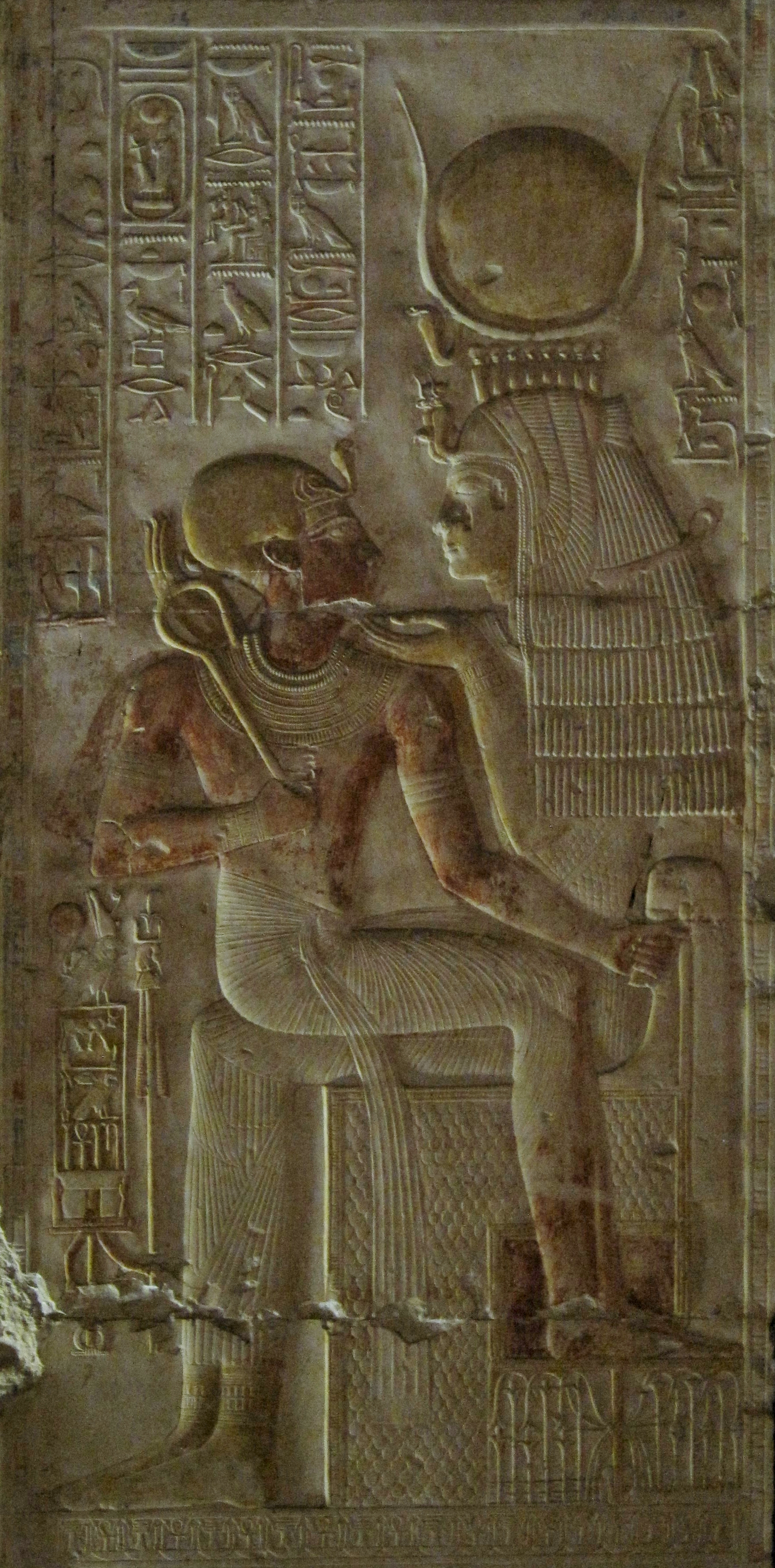
Isis, una diosa madre y patrona de la monarquía, sostiene al faraón Seti I en su regazo.

La mayoría de las deidades egipcias representan fenómenos naturales o sociales. Se dice que los dioses eran inmanentes en estos fenómenos— presentes en la naturaleza. Los tipos de fenómenos que representaban incluían lugares físicos y objetos así como conceptos y fuerzas abstractas. El dios Shu era la deificación del aire de todo el mundo; La diosa Meretseger vigilaba una región limitada de la tierra, la Necrópolis Tebana; y el dios Sia personificaba la noción abstracta de la percepción. Los dioses mayores frecuentemente tenían más de un rol y se veían involucrados en diferentes tipos de fenómenos. Por ejemplo, Jnum era el dios de la Isla Elefantina en medio del Nilo, el río era esencial para la civilización egipcia. A él se le atribuía la inundación anual del Nilo que fertilizaba las tierras de cultivo de la nación. Posiblemente como una consecuencia de esta función dadora de vida, también se le atribuía la creación de todos los seres vivientes, dando forma a sus cuerpos en un torno de alfarero. Los dioses podían compartir el mismo rol en la naturaleza; Ra, Atón, Khepri, Horus y otras deidades fungían como dioses solares. A pesar de sus diversas funciones, la mayoría de los dioses tenían un rol común que los gobernaba: mantener el maat, el orden universal que era un principio central en la religión egipcia y que fue propiamente personificado por una diosa. Sin embargo, algunas deidades representaron irrupciones al maat. De manera más prominente, Apep quien era la fuerza del caos, amenazando constantemente con la aniquilación del universo y Seth que era un miembro ambivalente de la sociedad divina que podía luchar contra el desorden o fomentarlo.
No todos los aspectos de la existencia eran vistos como deidades. Aunque muchas deidades estaban asociadas con el Nilo, no existía un dios que lo personificara del modo en que Ra personificaba al sol. Los fenómenos de poca duración, como los arcos iris o eclipses no eran representados por dioses; tampoco lo eran elementos como fuego y agua o muchos otros componentes del mundo.
Los roles de cada deidad eran fluidos, cada dios podía expandir su naturaleza para adquirir nuevas características. Como resultado de esto, los roles de los dioses son difíciles de categorizar o definir. Sin embargo, a pesar de su flexibilidad, los dioses tenían habilidades y esferas de influencia limitadas. Ni siquiera el dios creador podía actuar fuera de los límites del cosmos que él creó, y ni siquiera Isis, a quien se atribuía la mayor inteligencia, no era omniscia. No obstante, Richard H. Wilkinson, argumentó que algunos textos del Nuevo Imperio tardío sugieren que conforme a las creencias relacionadas con el dios Amón evolucionaban, se pensaba que él se aproximaba a la omnisciencia y omnipresencia y a trascender los límites del mundo de una forma en la que otras deidades no lo hacían.
Las deidades con dominios más limitados y especializados frecuentemente se llaman "divinidades menores" o "demonios" en los textos modernos, aunque no hay una definición concreta para estos términos. El egiptólogo Claude Traunecker, distingue dentro de estas deidades menores a los "genios"— espíritus patrones especializados de ciertos lugares, objetos o actividades, como el dios del mar o de las ciénagas, Wadj-Wer y la diosa de la cosecha Renenutet— y los demonios que tienen un carácter más peligroso. Muchos demonios son hostiles, causando enfermedades y problemas entre los humanos. Su poder también puede ser protector; podían guardar custodia de ciertos lugares en el Duat, el reino de los muertos, o aconsejar y cuidar de los humanos. Los egipcios creían que la naturaleza se encontraba llena de estos poderes divinos impredecibles. Los demonios a menudo actuaban como mensajeros y sirvientes de los dioses mayores, pero su posición en la jerarquía no era fija. Las deidades protectoras Bes y Tueris originalmente poseían roles menores, similares a los de los demonios, pero con el tiempo alcanzaron gran influencia.

### Conducta
Se creía que la conducta divina gobernaba a toda la naturaleza. Excepto por las pocas deidades que perturbaban el orden divino, las acciones de los dioses mantenían el maat y creaban y sustentaban a todos los seres vivientes. Ellos realizaban esta tarea utilizando una fuerza que los egipcios llamaron heka, un término usualmente traducido como "magia". Heka era un poder fundamental que el creador utilizó para formar al Mundo y a los mismos dioses.

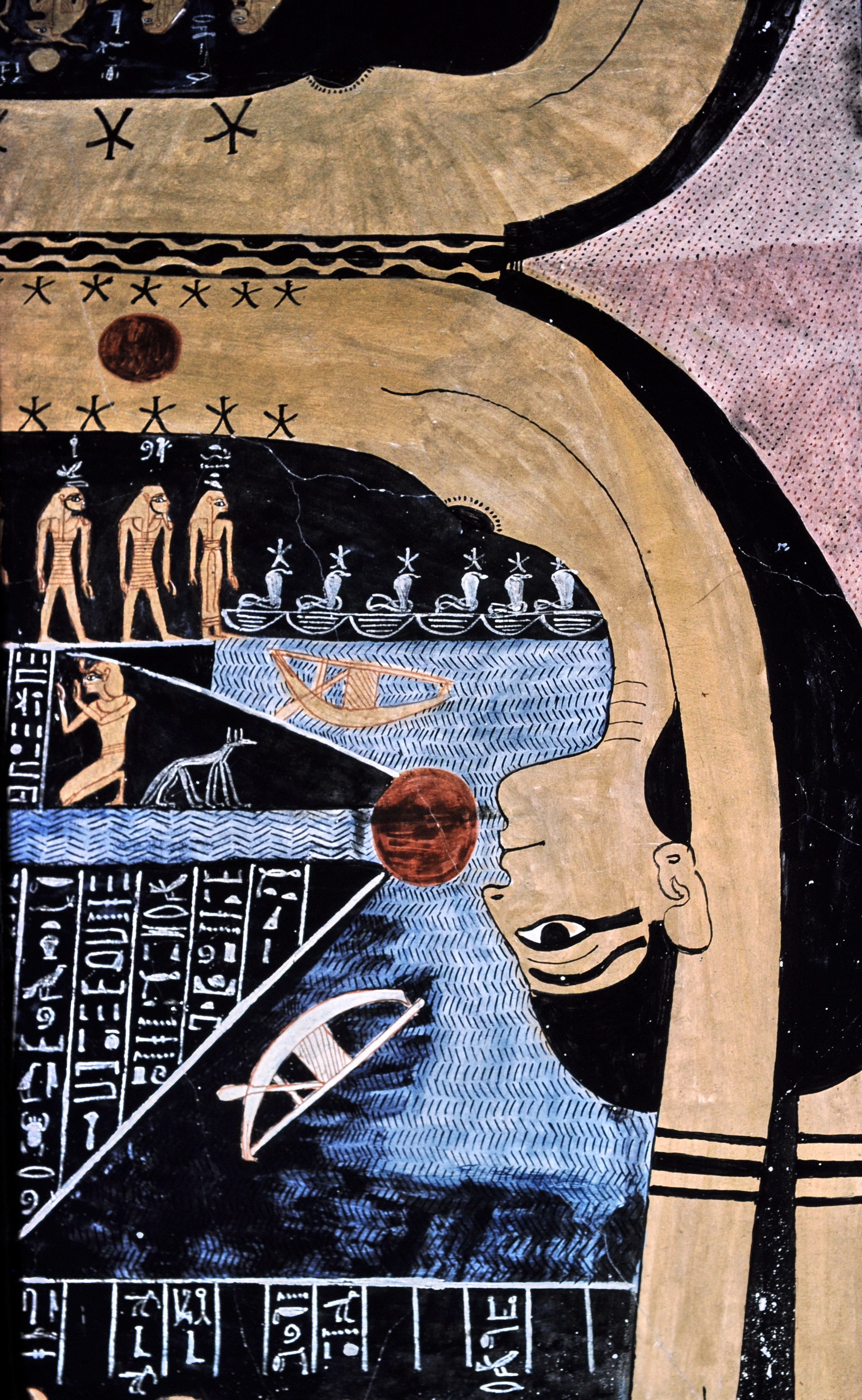
El Sol viaja a través del cuerpo de la diosa del cielo Nut durante la noche para renacer al amanecer.

Las acciones cotidianas de los dioses se describen y aclaman en himnos y textos funerarios. En contraste, la mitología se enfoca principalmente en las acciones de los dioses en un pasado vagamente imaginado en el cual los dioses estaban presentes en la tierra e interactuaban directamente con los humanos. Los eventos de este tiempo pasado establecen la pauta para los eventos del presente. Ocurrencias periódicas se vinculaban a eventos de este pasado místico; la sucesión de cada nuevo faraón, por ejemplo, era análoga a la ascensión de Horus al trono de su padre, Osiris. Los mitos son metáforas de las acciones de los humanos, los cuales no podían comprender las mismas en su totalidad. Ellos contenían ideas aparentemente contradictorias, cada una expresando una perspectiva particular de los eventos divinos. Las contradicciones en los mitos eran parte del enfoque multifacético de las creencias religiosas egipcias —a lo que Henri Frankfort llamó "multiplicidad de enfoques" al entender a los dioses.
En los mitos, los dioses se comportan muy similarmente a los humanos. Tienen emociones; ellos pueden comer, beber, pelear, llorar, enfermar y morir. Algunos tienen rasgos únicos de personalidad. Set es agresivo e impulsivo, y Tot, patrón de la escritura y sabiduría, es propenso a dar discursos excesivamente largos. A pesar de todo, los dioses son más un arquetipo, que personajes específicamente definidos. Su conducta es consistente, y sus pensamientos y motivaciones rara vez son expuestos. La mayoría de los mitos acerca de ellos carecen de personajes y tramas altamente desarrollados, porque el significado simbólico de los mitos era más importante que la narrativa elaborada.
El primer acto divino es la creación del cosmos, descrito en varios mitos de la creación. Ellos se enfocan en diferentes dioses, cada uno de los cuales puede actuar como deidad creadora. Los ocho dioses de la Ogdóada, que representan el caos que precede a la creación, dieron luz al dios solar, quien establece el orden en el mundo recién formado; Ptah, quien personifica al pensamiento y a la creatividad, da forma a todas las cosas visualizándolas y nombrándolas; Atón produce todas las cosas como emanaciones de sí mismo; y Amón, de acuerdo a los mitos promovidos por su sacerdocio, precedió y creó a todos los otros dioses creadores. Estas y otras versiones de la creación no se consideraban contradictorias. Cada una confiere una perspectiva diferente al complejo proceso a través del cual el universo organizado y sus múltiples deidades emergieron del caos indiferenciado. El periodo que sigue a la creación, en el cual una serie de dioses gobierna como reyes a una sociedad divina es el marco en el cual la mayoría de los mitos se desarrollan. Los dioses batallan contra las fuerzas del caos y entre ellos antes de retirarse del mundo humano e instalar a los reyes históricos de Egipto para que gobiernen en su lugar.
Un tema recurrente de estos mitos son los esfuerzos que los dioses hacen para mantener la maat contra las fuerzas del desorden. Luchan feroces batallas contra las fuerzas del caos en el inicio de la creación. Ra y Apep batallando entre sí cada noche continúan este conflicto hasta el presente. Otro tema prominente es la muerte y resurrección de los dioses. El ejemplo más claro donde un dios muere es el mito del asesinato de Osiris, en el cual este dios es resucitado como gobernante de la Duat. También se dice que el dios solar envejece durante su travesía a través del cielo durante el día, por lo que se sumerge en el Duat de noche y emerge como un niño en el amanecer. En el proceso, él entra en contacto con la rejuvenecedora agua del caos primordial. Los textos funerarios que describen la travesía de Ra a través de la Duat también muestran los cadáveres de los dioses que son avivados junto con él. En vez de ser inmutablemente inmortales, los dioses morían y resucitaban periódicamente repitiendo los eventos de la creación, regenerando así al mundo. Pero siempre existía la posibilidad de que este ciclo fuera perturbado por y que el caos regresara. Algunos textos egipcios de los que se tiene poco entendimiento incluso sugieren que esta calamidad está destinada a suceder — que el dios creador algún día disolverá el orden del mundo dejándose a sí mismo y a Osiris en medio del caos primordial.

### Ubicaciones

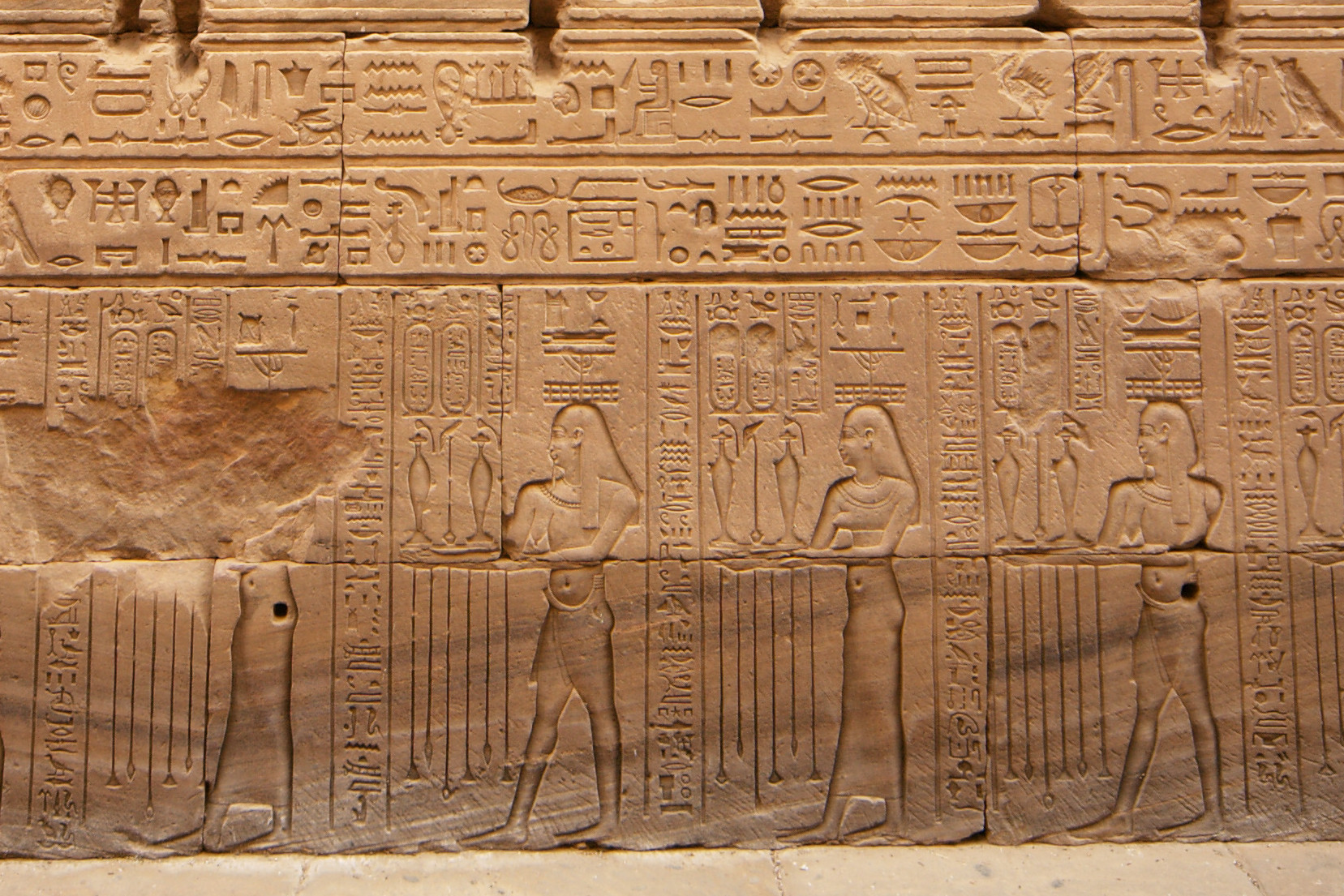
Deidades personificando provincias de Egipto.

Los dioses estaban vinculados con regiones específicas del universo. En la tradición egipcia, el mundo es comprendido por la tierra, el cielo y el Duat. Alrededor de ellos se encuentra la oscuridad sin forma que existía antes de la creación. Se decía que los dioses en general residían en el cielo, aunque los dioses cuyos roles estaban asociados con otras partes del universo vivían en esas zonas en vez del cielo. La mayoría de los eventos de la mitología ocurren en el tiempo antes de que los dioses se retiraran del reino de los humanos y suceden en la Tierra. Las deidades en este lugar interactuaban en ocasiones con las del cielo. La Duat, en contraste, es tratada como un lugar remoto e inaccesible, y los dioses que la habitaban tenían dificultades para comunicarse con los que se encontraban en el mundo de los vivos. También se decía que el espacio fuera del cosmos también era muy distante, el cual también es habitado por deidades, algunas hostiles y algunas benéficas para los otros dioses y su mundo ordenado.
Se decía que la mayoría de los dioses, en los tiempos posteriores a los mitos, se encontraban en el cielo o presentes de forma invisible en el mundo. Los templos eran su principal medio de contacto con la humanidad. Se creía que diariamente los dioses se trasladaban de su dimensión divina a sus templos, sus hogares en el reino humano. Ahí habitaban sus ídolos, las estatuas que representaban a las deidades y permitían a los humanos interactuar con ellos en los rituales del templo. Esta traslación entre dimensiones se describía en ocasiones como una travesía entre el cielo y la Tierra. Como los templos eran el foco de atención de las ciudades egipcias, el dios del templo principal de una ciudad era el dios patrón de la misma y de sus alrededores. Las esferas de influencia en la Tierra de los dioses estaban centradas en los pueblos y regiones en los que ellos presidían. Muchos dioses tenían más de un centro de culto, y sus lazos con las localidades cambiaban con el tiempo. Ellos podían establecerse en nuevas ciudades o su rango de influencia podía reducirse. Por lo cual, el centro de culto principal de una deidad no necesariamente era su lugar de origen. La influencia política de una ciudad podía afectar a la importancia de su deidad patrona. Cuando los reyes de Tebas tomaron el control del país en los inicios del Imperio Medio (c. 2055-1650 a. C.), impulsaron a los dioses patrones de Tebas —el primer dios de la guerra, Montu y después a Amón— a ser prominentes nacionalmente.

### Nombres y epítetos
En las creencias egipcias, los nombres expresan la naturaleza fundamental de las cosas a las que se refieren. Para mantener esta creencia, los nombres de las deidades frecuentemente se relacionan con sus roles y orígenes. El nombre de la diosa depredadora Sejmet significa "la poderosa", el nombre del misterioso dios Amón significa "el oculto",y el nombre de la diosa Nejbet, quien era adorada en la ciudad de Nejeb significa "la de Nejab". Muchos otros nombres no tienen un significado seguro, aun cuando los dioses que los llevan están cercanamente ligados a un solo rol. Los nombres de la diosa del cielo Nut y el dios de la Tierra Geb no se parecen a los términos egipcios de cielo y Tierra.
Los egipcios también idearon etimologías falsas para dar más significados a los nombres divinos. Un pasaje en los Textos de los sarcófagos provee el nombre del dios funerario Sokar pues sk r, significa "limpieza de la boca", para ligar este nombre con su rol en el ritual de la Apertura de la boca, mientras que uno de los Textos de las Pirámides dice que el nombre está basado en las palabras que gritó Osiris, conectando a Socar con la deidad funeraria más importante.
Se creía que los dioses tenían muchos nombres. Dentro de ellos se incluían nombres secretos que expresaban su naturaleza real mucho más profundamente que otros. El saber el nombre real de una deidad significaba tener poder sobre esta. La importancia de los nombres es demostrada en un mito en el cual Isis envenena al dios superior Ra y se rehúsa a curarlo a menos que este le revele su nombre secreto. En el momento en que conoce el nombre, se lo dice a su hijo, Horus, y de este modo ellos ganan mayor conocimiento y poder.
Además de los nombres, se les daba epítetos a los dioses como, "poseedor de esplendor", "soberano de Abidos" o " señor del Cielo", que describían algún aspecto de sus roles o de su adoración. Debido a los múltiples y similares roles, las deidades pueden tener muchos epítetos—los dioses más importantes acumulaban más títulos—y el mismo epíteto podía aplicar a más de una deidad. Algunos epítetos eventualmente se convirtieron en deidades por separado, como es el caso de Werethekau, un epíteto aplicado a varias diosas que significa "gran hechicera", el cual terminó siendo tratado como una diosa independiente. La serie de nombres divinos y títulos expresa la naturaleza multifacética del dios.

### Relaciones
Las deidades egipcias están vinculadas en un modo complejo y cambiante de relaciones. Las conexiones y relaciones de un dios con otras deidades ayudaban a formar su personalidad. Isis, como madre y protectora de Horus, era una gran sanadora así como patrona de los reyes. Estas relaciones eran la materia prima de la que estaban formados los mitos.

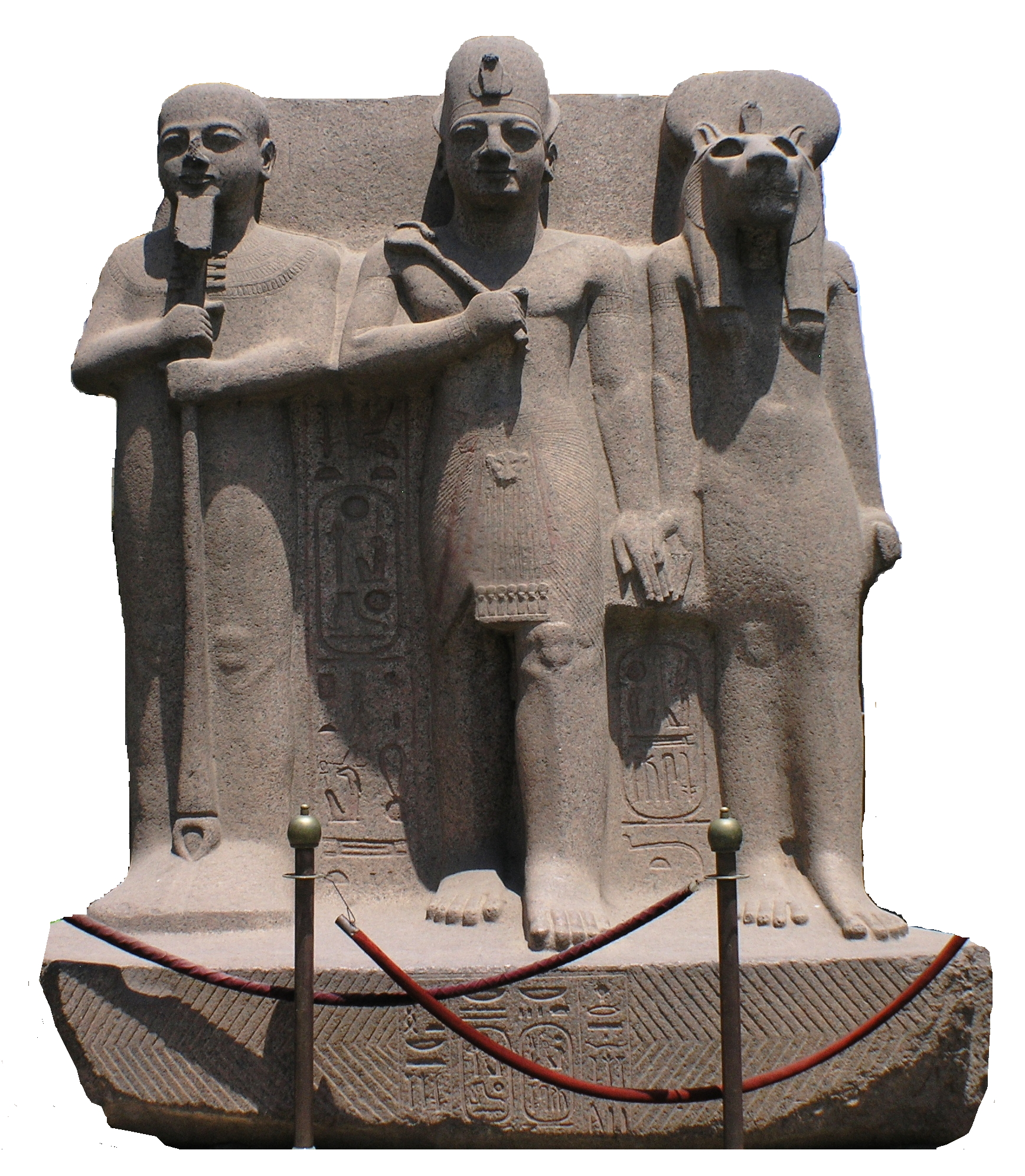
Los dioses Ptah y Sejmet flanqueando al rey, que, toma el papel de su hijo, Nefertum.

Las relaciones familiares son un tipo de conexión común entre los dioses. Las deidades a menudo formaban pares entre dioses y diosas, reflejando la importancia de la procreación en el pensamiento religioso egipcio. Las familias de tres deidades con un padre, una madre y un hijo o hija representan la creación de nueva vida y la sucesión del padre por el hijo, un patrón que conecta a las familias divinas con la sucesión real. Osiris, Isis y Horus formaban la familia de este tipo por antonomasia. El patrón que ellos establecieron se difundió ampliamente con el tiempo, de modo que muchas deidades en centros de culto locales, como Ptah, Sejmet y su hijo Nefertum en Menfis y Amón, Mut, y Khonsu en Tebas, fueron agrupados como tríadas familiares. Las conexiones genealógicas como estas eran cambiables, para mantener en concordancia las múltiples perspectivas de las creencias egipcias. Hathor, como diosa de la fertilidad, podía actuar como madre de cualquier dios infante, incluyendo la forma de niño del dios solar, aunque en otras circunstancias ella era hija del dios solar.
Otros grupos divinos se compusieron de deidades con roles interrelacionados o quienes, en conjunto, representaban una región del cosmos mitológico egipcio. Existían conjuntos de dioses para los horas del día y la noche y para cada nomo de Egipto. Algunos de estos grupos contenían una cantidad de deidades específica e importante simbólicamente. Los pares de dioses pueden representar conceptos opuestos pero interrelacionados que son parte de una unidad más grande. Ra, que es dinámico y productor de luz, y Osiris, quien es estático y está envuelto en la oscuridad se fusionan en un solo dios cada noche. Los grupos de tres son ligados con la pluralidad en el pensamiento egipcio antiguo y los grupos de cuatro connotan totalidad. Los gobernantes en el Nuevo Imperio tardío promovieron un grupo de tres dioses particularmente importante: Amón, Ra y Ptah. Estas deidades representaron la pluralidad de todos los dioses, así como la de sus propios centros de culto (las ciudades mayores Tebas, Heliópolis y Menfis) y de muchos conjuntos de tres conceptos en el pensamiento religioso egipcio. En algunos casos, Set, el dios patrón de los faraones de la Dinastía XIX y la personificación del desorden dentro del mundo, fue añadido a este grupo, lo que enfatizaba una visión única y coherente del panteón.
Nueve, el producto de tres por tres, representa una multitud, de modo que los egipcios llamaron a varios grupos grandes "enéadas", o conjuntos de nueve, aun cuando estos contaban con más de nueve miembros. La enéada más prominente era la enéada de Heliópolis, una extensa familia de deidades que descendían del dios creador Atón, que incorporaba muchos dioses importantes. El término enéada frecuentemente se hacía extensivo a incluir a todas las deidades de Egipto.
Este ensamblaje divino tenía una jerarquía vaga e intercambiable. Los dioses con gran influencia en el cosmos o que eran mitológicamente más viejos que otros ocupaban posiciones más altas en la sociedad divina. En la cumbre de esta sociedad estaba el rey de los dioses, quien usualmente se identificaba como la deidad creadora. Se consideraron diferentes dioses en esta posición elevada, en periodos distintos de la historia egipcia. Horus fue el dios más importante en el Periodo Dinástico Temprano, Ra alcanzó prominencia en el Viejo Imperio, Amón fue el supremo en el Nuevo, y en los periodos ptolemaico y romano Isis fue la reina divina y diosa creadora.

### Manifestaciones y combinaciones

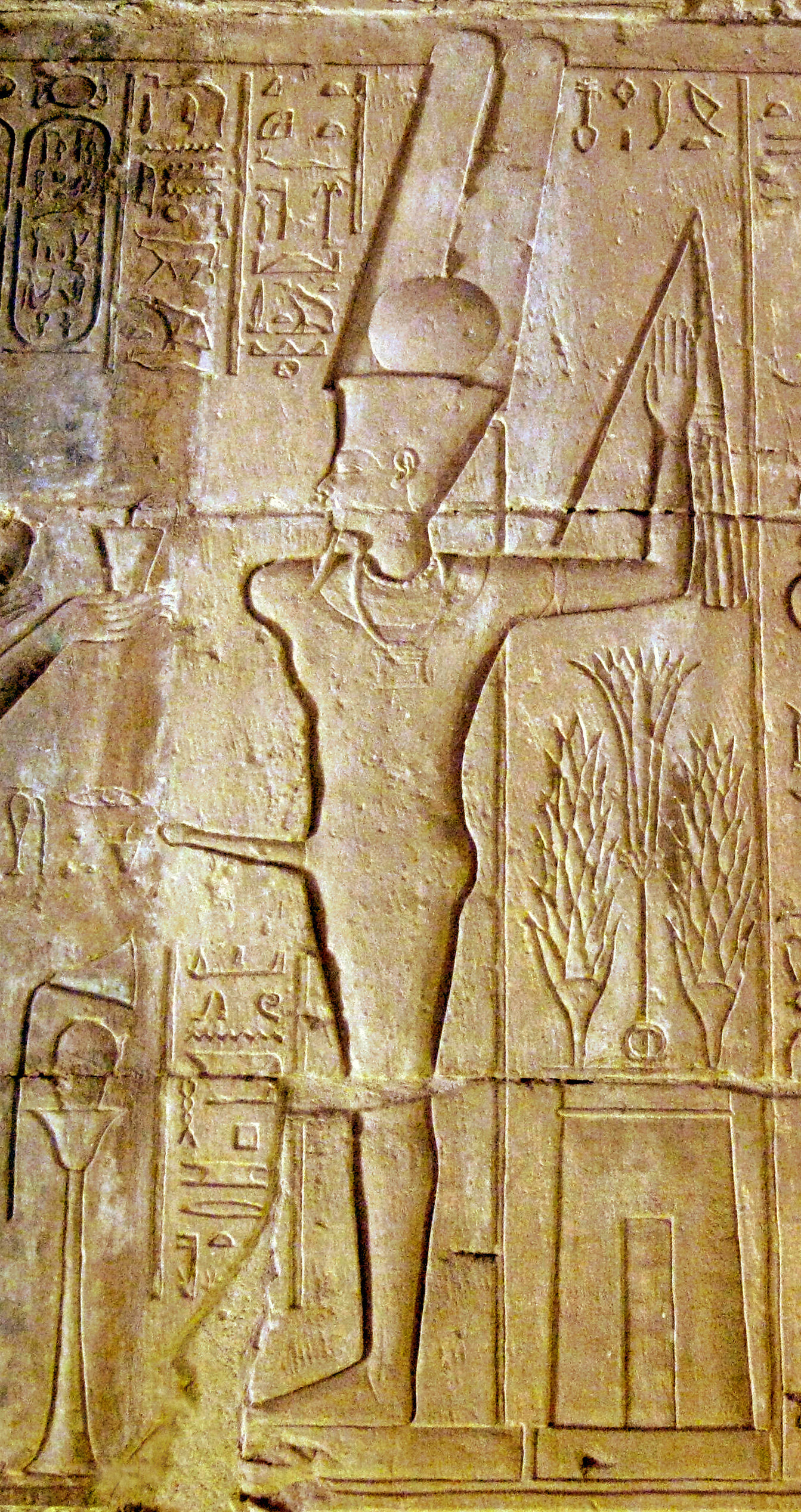
Amun-Ra-Kamutef, una forma de Amón con las características solares de Ra y los poderes procreativos conectados con Min. El disco solar en su tocado es tomado de Ra y su falo erecto proviene de la iconografía de Min.

Se creía que los dioses se manifestaban en muchas formas. Los egipcios tenían una compleja concepción del alma humana, la cual se conformaba por varias partes. Los espíritus de los dioses se componían por muchos de estos elementos. El ba era el componente del alma humana o divina que afectaba al mundo a su alrededor. Se podía referir a cualquier manifestación visible del poder de un dios como su ba; por lo cual el sol era el ba de Ra. Una representación de una deidad se consideraba una ka, otro componente de su ser, que actuaba como medio para que el ba de esa deidad habitara. Las imágenes de culto de los dioses eran el centro de los rituales de los templos, así como se creía que los animales sagrados que representaban a sus respectivas deidades alojaban bas divinos de igual manera. Los dioses podían tener muchos bas y kas, que a veces tenían varios nombres representando diferentes aspectos de la naturaleza del dios. Se decía que todo lo existente era un ka de Atón, el dios creador, quien originalmente contenía todas las cosas dentro de sí mismo, y una deidad podía ser llamada el ba de otra, lo que significa que el primer dios es una manifestación del poder de otro. Las partes del cuerpo de las divinidades también podían actuar como deidades individuales, como el Ojo de Ra y la Mano de Atón, pues ambas eran personificadas como diosas.
Las deidades nacionalmente importantes daban pie a manifestaciones locales de sí mismas, las cuales a veces absorbían las características de dioses regionales más viejos. Horus tenía muchas formas que estaban ligadas a lugares en particular, incluyendo al Horus de Nejen, al Horus de Buhen y al Horus de Edfu. Estas manifestaciones locales podían ser tratadas casi como seres separados. En el Nuevo Imperio, un hombre fue acusado de robo de ropa por un oráculo que supuestamente comunicaba mensajes del Amón de Pe-Khenty. Él consultó otros dos oráculos locales de Amón esperando recibir un juicio diferente. Las manifestaciones de los dioses también diferían de acuerdo a sus roles. Horus podía ser un poderoso dios del cielo o un niño vulnerable, y estas formas a menudo se consideraban deidades distintas.
Los dioses se combinaban entre sí con la misma facilidad con la que se dividían. Un dios podía ser el ba de otro, u otras dos o más deidades podían ser unidas para formar un dios con un nombre e iconografía combinados. Los dioses locales se ligaban a dioses mayores, y deidades con funciones similares se combinaban. Ra se conectó con la deidad local Sobek para formar a Sobek-Ra; con el otro dios gobernante Amón para formar a Amón-Ra; con la forma solar de Horus para formar a Ra-Horajty; y con otras deidades solares para formar Horemajet-Jepri-Ra-Atón. En casos extraños, deidades de diferentes sexos se unían de esta manera, para producir combinaciones como Osiris-Neith y Mut-Min. La unión de deidades se llama sincretismo. De manera distinta a otras situaciones en las que este término se usa, la práctica egipcia no buscaba fusionar sistemas religiosos en competencia, aunque las deidades externas podían ser unidas con las nativas. Contrariamente, el sincretismo reconocía la sobreposición de los roles de los dioses implicados, y expandía su esfera de influencia en cada sistema. Las combinaciones sincréticas no eran un dios implicado en una combinación seguía apareciendo individualmente y también formaba nuevas combinaciones con otras deidades. Pero las deidades cercanamente relacionadas se fundían en una. Durante el Imperio Antiguo, Horus absorbió a varios dioses halcón de muchas regiones, como a Khenty-irty y a Khenty-khety, quienes se convirtieron en poco más que manifestaciones locales de él.

### El Atón y el posible monoteísmo
En el reino de Akenatón (c. 1353-1336 a. C.) en el Nuevo Imperio medio, una sola deidad solar, el Atón, se convirtió en el único foco de la religión estatal. Akenatón cesó la fundación de templos de otras deidades y borró los nombres e imágenes de otros dioses de los monumentos, especialmente a Amón. El nuevo sistema religioso, a veces llamado Atonismo, difería dramáticamente de la veneración politeísta de muchos dioses en otros periodos. Mientras que en tiempos anteriores los dioses que recién adquirían importancia eran integrados en las creencias religiosas existentes, el Atonismo demandaba un entendimiento único de lo divino que excluía la multiplicidad tradicional de las perspectivas. Aunque el Atenism pudo no haber sido monoteísmo en su totalidad, el cual excluye la creencia en otras deidades. Existe evidencia que el pueblo en general tenía permitido alabar a otros dioses en privado. El panorama se complicó aún más por la tolerancia a otras deidades, como Shu, por parte del Atenismo. Por estas razones el egiptólogo Dominic Montserrat sugirió que Akenatón pudo haber sido monólatra, es decir, que alababa a una deidad pero reconocía la existencia de otras. En cualquier caso, la teología aberrante del atenismo no enraizó en el pueblo de Egipto y los sucesores de Akenatón regresaron a las creencias tradicionales.

### Unión de lo divino en la religión tradicional
Los académicos han debatido largamente si la religión egipcia tradicional alguna vez estableció si los múltiples dioses fueron unificados, en un nivel más profundo. Las razones para este debate incluyen la práctica de sincretismo, lo que podría sugerir que todos los dioses individuales podrían fusionarse en uno, y la tendencia de los textos egipcios de atribuir a un dios poder que sobrepasara al de las demás deidades. Otro punto de contienda es la aparición de la palabra "dios" en la literatura de enseñanza, donde el término no se refiere a una deidad específica o a un grupo de deidades. A inicios del siglo XX, por ejemplo, E. A. Wallis Budge creía que los plebeyos egipcios eran politeístas, y el conocimiento de la verdadera naturaleza monoteísta de la religión se reservaba para la élite, quien escribía la literatura de enseñanza. Su contemporáneo James Henry Breasted pensaba que la religión egipcia era panteísta, con el poder del dios del sol presente en todos los demás dioses, mientras que Hermann Junker argumentó que la civilización egipcia había sido originalmente monoteísta y se tornó politeísta en el transcurso de su historia.

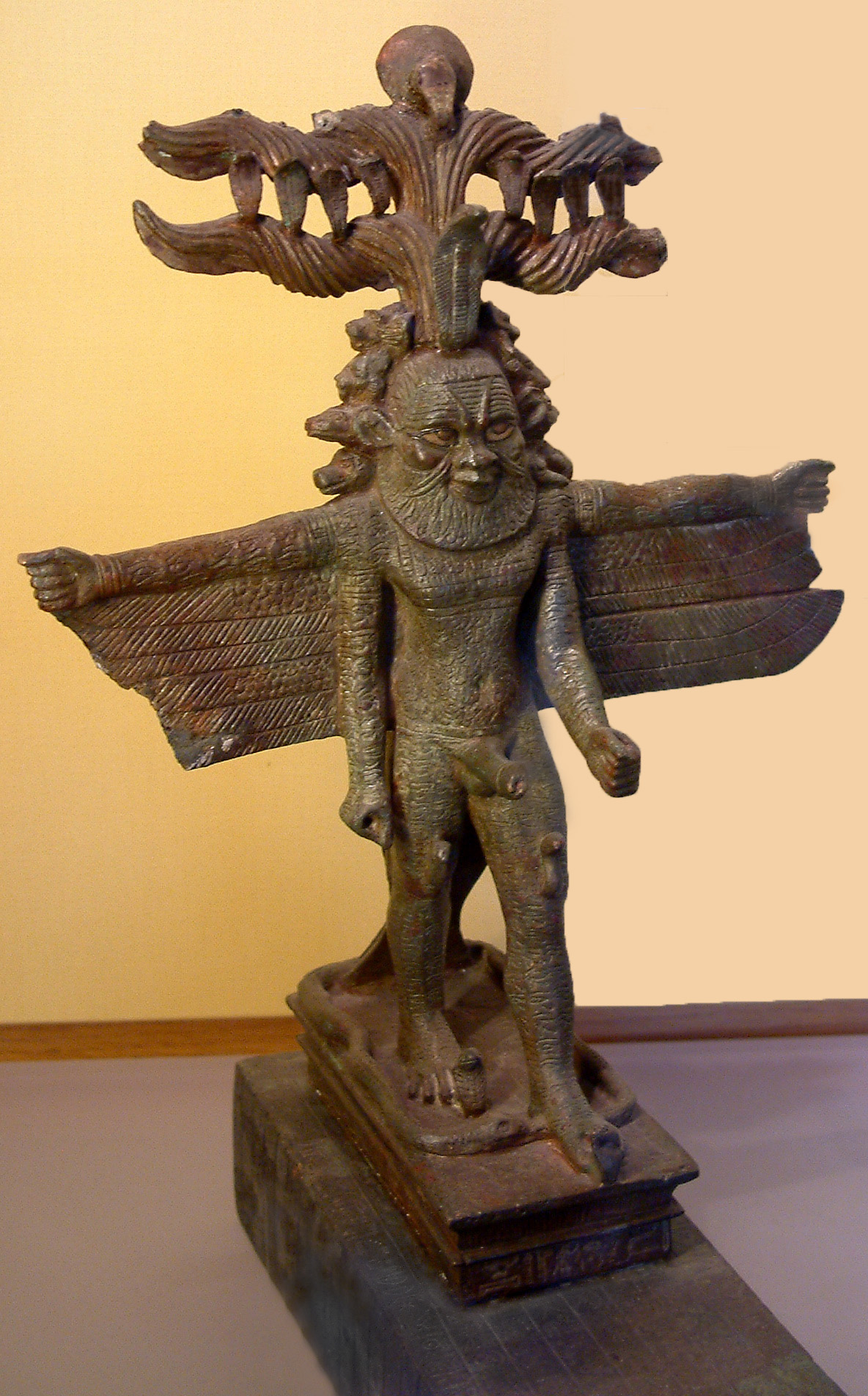
El dios Bes con atributos de muchas otras deidades. Imágenes como esta representan una serie de poderes divinos en un único ser.

En 1971, Erik Hornung publicó un estudio refutando estas opiniones. Él señala que en cualquier periodo muchas deidades, inclusive las menores, fueron definidas como superiores a las demás. También argumenta que el "dios" no especificado en los textos de enseñanza es un término genérico para cualquier deidad que el lector escoge venerar. Aunque las combinaciones, manifestaciones e iconografías de cada dios cambiaban constantemente, ellos estaban restringidos a un número finito de formas, y jamás siendo intercambiables en una manera monoteísta o panteísta. Hornung dice que el henoteísmo describe mejor a la religión egipcia que otras categorías.Un egipcio podía alabar a una deidad en cualquier tiempo en particular y atribuirle poder supremo en ese momento, sin negar a los otros dioses o fusionarlos con el dios en el que él se enfocaba. Hornung concluye que los dioses se unificaban en su totalidad solamente en los mitos, en el tiempo antes de la creación, después del cual la multitud de dioses emergió de una inexistencia uniforme.
Los argumentos de Hornung han tenido una gran influencia en otros académicos de la religión egipcia, pero algunos aún creen que en ciertos puntos de la historia, los dioses estaban más unidos de lo que el establece. Jan Assmann mantiene la propuesta de que una deidad única se desarrolló durante el Nuevo Imperio, empezando con Amón-Ra como el dios solar supremo. Desde esta perspectiva, el Atonismo era una fruto exacerbado de esta tendencia. Este igualaba la única deidad con el sol y negaba a los demás dioses. Después, en el contragolpe ante el Atonismo, los teólogos sacerdotes describieron al dios universal de una forma diferente, una que coexistía con el politeísmo tradicional. Se creía que el dios único trascendía al mundo y a todas las otras deidades, mientras que, simultáneamente, los múltiples dioses eran aspectos del único. De acuerdo con Assmann, este único dios era particularmente igualado con Amón, el dios dominante en el Nuevo Imperio mientras que el resto de la historia Egipcia esta deidad universal podía identificarse en muchos otros dioses. James P. Allen expresa que las nociones coexistentes de un dios y muchos dioses podrían encajar bien en el pensamiento egipcio de "multiplicidad de enfoques", así como con las prácticas henoteístas de los devotos ordinarios. Él comenta que los egipcios pudieron haber reconocido la unidad de lo divino a través de "la identificación de su noción uniforme de "dios" con un dios particular, dependiendo de la situación particular."

## Descripciones y representaciones
Los textos egipcios describen los cuerpos de los dioses a detalle. Estos están hechos de materiales preciosos; su carne es de oro, sus huesos de plata y su pelo de lapislázuli. Los egipcios decían que su aroma era similar al del incienso utilizado en los rituales. Algunos textos describen precisamente a deidades en particular, incluyendo su altura y el color de sus ojos. Aunque estas características son fijas; en los mitos, los dioses cambian su apariencia para adaptarla a sus propósitos personales. Los textos egipcios se refieren a las formas verdaderas subyacentes de las deidades como "misteriosas". Por lo cual, las representaciones visuales de sus dioses no son literales. Ellas simbolizan aspectos específicos del carácter de cada deidad, funcionando como los ideogramas de la escritura jeroglífica. Por este motivo, el dios funerario Anubis es mostrado comúnmente como un perro o chacal en el arte egipcia, una criatura cuyos hábitos carroñeros amenazan la preservación de las momias sepultadas, buscando protección y evitar el peligro que este implicaba. Su matiz negro alude al color de la carne momificada y a la tierra fértil egipcia que los egipcios veían como símbolo de resurrección.
La mayoría de los dioses eran representados de más de una manera. Hathor podía ser mostrada como una vaca, cobra, leona o como una mujer con cuernos y orejas bovinas. Al representar a un dios de distintas formas, los egipcios expresaban diferentes aspectos de su esencia. Los dioses eran mostrados en un número finito de estas formas simbólicas, de modo que las deidades podían ser distinguidas entre sí por sus iconografías. Estas formas incluyen hombres y mujeres (antropomorfismo), animales (zoomorfismo) y rara vez, objetos inanimados. Las combinaciones de formas como dioses con cuerpos humanos y cabezas animales son comunes. Nuevas formas y combinaciones cada vez más complejas surgieron en el curso de la historia. Algunos dioses solamente se pueden distinguir de otros en escrituras con etiquetas, como Isis y Hathor. Gracias a la cercana relación entre estas diosas, ambas podían utilizar el tocado que originalmente era propio de Hathor.
Algunas características de las imágenes divinas son más útiles que otras para determinar la identidad de un dios. La cabeza de una imagen divina es especialmente importante. En una imagen híbrida representa la forma original del ser representado, por lo que, como el egiptólogo Henry Fischer afirmó, "una diosa con cabeza de león es una diosa leona en forma humana, así como inversamente, una esfinge real, es un hombre que ha asumido la forma de un león." Los tocados divinos, que varían desde los mismos tipos de coronas utilizados por los reyes humanos hasta grandes jeroglíficos llevados por los dioses en la cabeza, son otro factor importante. En contraste, los objetos llevados en las manos de los dioses tienden a ser genéricos. Las deidades masculinas llevan bastones was, las diosas llevan tallos de papiro y ambos sexos llevaban símbolos ankh representando la palabra "vida" en egipcio, para simbolizar su poder dador de vida.

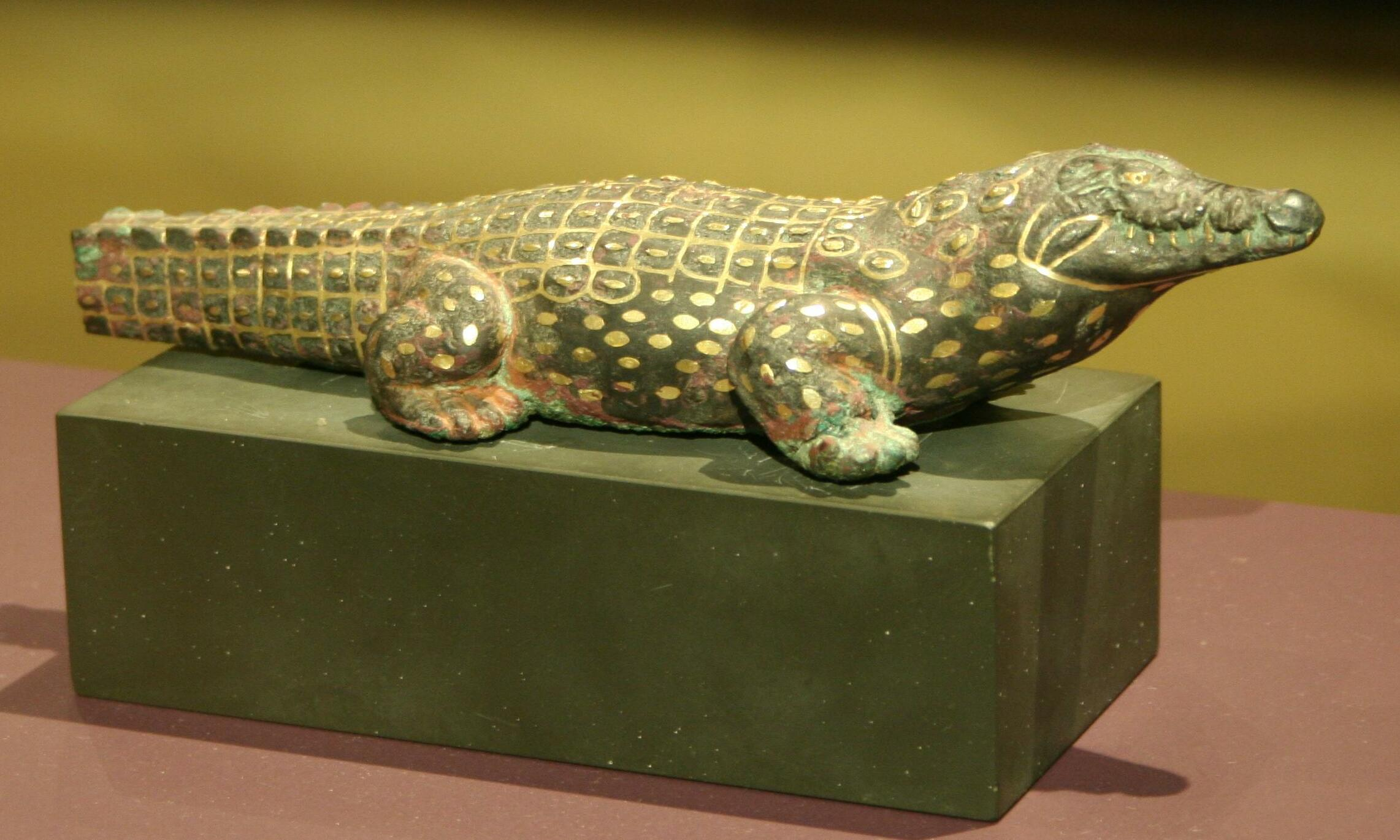
Estatua del dios cocodrilo Sobek en forma animal completa.

Las formas en las que los dioses se mostraban, aunque diversas, eran limitadas de muchas maneras. Muchas criaturas que abundan en Egipto no nunca fueron utilizadas en la iconografía divina, mientras que unas pocas, como los halcones, cobras y ganado representaron a muchas deidades. Los animales que estaban ausentes en Egipto en las primeras etapas de su historia no fueron utilizadas como imágenes divinas. Por ejemplo, el caballo, que no fue introducido hasta el segundo periodo intermedio (c. 1650-1550 a. C.), nunca representó a ningún dios. Similarmente, los ropajes utilizados por las deidades antropomórficas en todos los periodos cambiaron poco con respecto al estilo utilizado en el Antiguo Imperio: un faldón, una barba falsa, y frecuentemente, una camisa para los dioses y un vestido largo y ajustado para las diosas.
La forma básica antropomórfica varía. Los dioses infantes se representaron desnudos, así como algunos dioses adultos cuando sus poderes procreativos son enfatizados. A ciertas deidades masculinas se les dio vientres y senos prominentes, lo que denotaba androginia o prosperidad y abundancia. La mayoría de los dioses tenían piel roja y las diosas amarilla—mismos colores utilizados para representar a los hombres y mujeres de Egipto—aunque a algunos se les representó con colores inusuales y simbólicos. Así, la piel azul y el gran vientre del dios Hapi aludía a la inundación del Nilo que este representaba y a la nutriente fertilidad que esta conllevaba. Unas pocas deidades, como Osiris, Ptah, y Min, tenían una apariencia "momiforme" con sus extremidades fajadas de manera ajustada en su ropa. Aunque estos dioses parecían momias, los primeros ejemplos antedatan el estilo de momificación en el que se envuelve con tela, y esta forma puede remontarse a las primeras representaciones sin extremidades de los dioses.
| R24 |

| R22 |

## Interacciones con los humanos

### Relación con el faraón

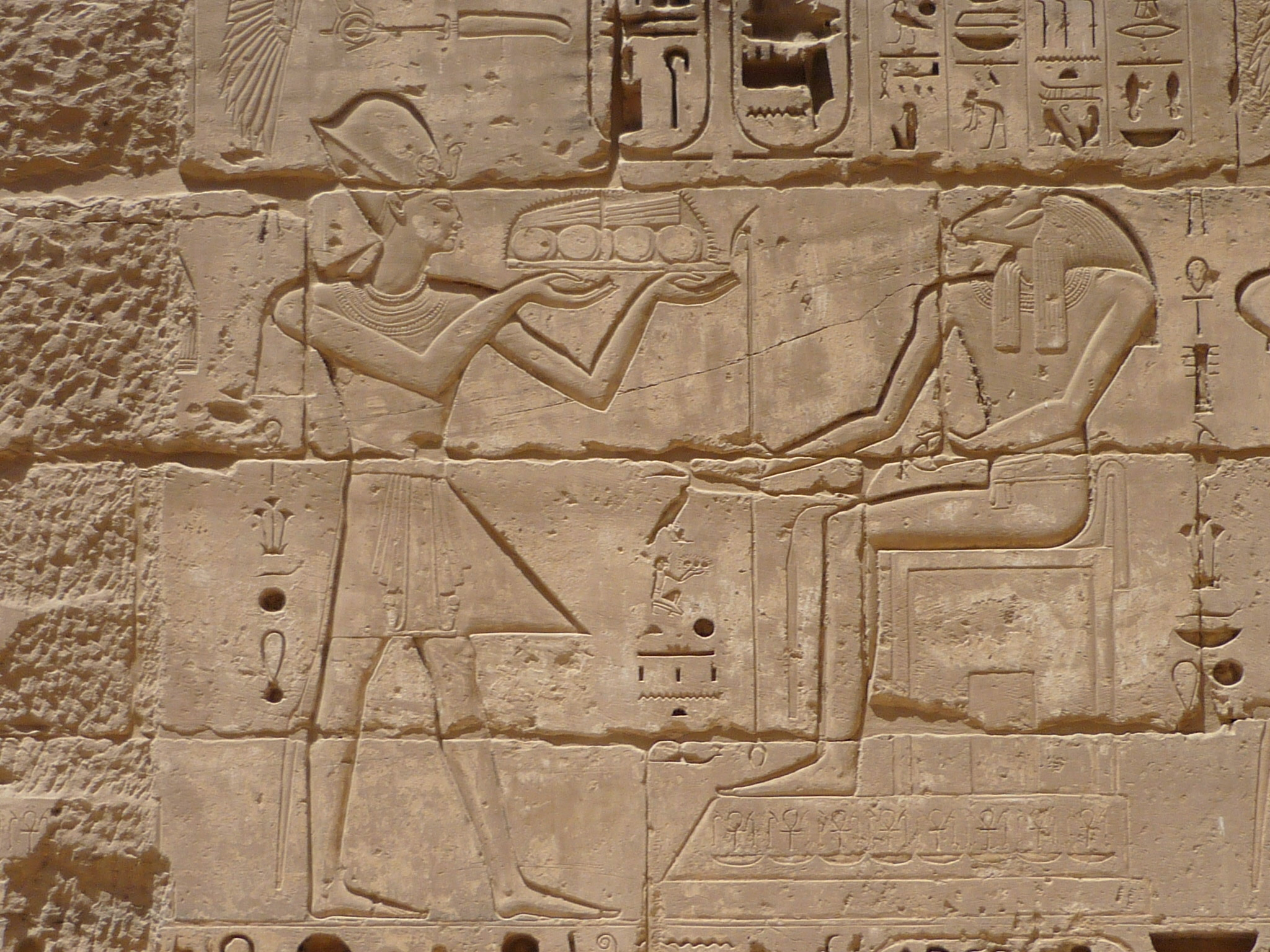
Ramsés III presentando ofrendas a Amón.

En los textos oficiales, se decía que los faraones eran divinos, y son representados constantemente en compañía de deidades del panteón. Cada faraón y sus predecesores se consideraban los sucesores de los dioses que habían gobernado Egipto en la prehistoria mítica. Los dioses vivientes eran equiparados con Horus y llamados los "hijos" de muchas deidades, particularmente de Osiris y Ra; los reyes difuntos se equiparaban con estos dioses más viejos. Los faraones tenían sus propios templos mortuorios donde se llevaban a cabo rituales para ellos durante sus vida y muerte. Pero pocos faraones fueron alabados como dioses mucho después de su vida, y los textos no oficiales retratan a los reyes con un matiz humano. Por estas razones los académicos están en desacuerdo sobre qué tan genuinamente creían los egipcios que el rey fuera un dios. Él podía haber sido considerado divino solamente cuando estaba realizando las ceremonias.
Independientemente de que tanto era creído, el estatus divino del rey era razón de su rol como el representante de los dioses en Egipto, pues el formaba un enlace entre el reino divino y el de los humanos. Los egipcios creían que los dioses necesitaban templos en los cuales morar, así como la realización periódica de rituales y presentación de ofrendas para nutrirlos. Los anteriores eran provistos por los cultos que el rey supervisaba, junto con sus sacerdotes y trabajadores. No obstante, de acuerdo con la ideología real, la construcción de templos era exclusivamente el trabajo del faraón, como lo eran los rituales que los sacerdotes usualmente realizaban en vez de él. Estos actos eran parte del rol fundamental del rey: mantener el maat. El rey y la nación que él representaba proveían a los dioses de maat de modo que estos pudieran continuar con sus funciones, que mantenían el maat en el cosmos con el fin de que los humanos pudieran seguir viviendo.

### Presencia en el mundo humano
Aunque los egipcios creían que los dioses estaban presentes en el mundo que los rodeaba, el contacto entre el reino humano y divino se veía limitado a ciertas circunstancias específicas. En la literatura, los dioses podían aparecerse a los humanos en forma física, pero en la vida real, los egipcios estaban limitados a medios de comunicación indirectos.
Se decía que el ba de un dios dejaba periódicamente el reino divino para morar en las imágenes de ese mismo dios. Al habitar estas imágenes, los dioses dejaban su estado oculto y tomaban una forma física. Para los egipcios, un lugar u objeto que era ḏsr—"sagrado"—era aislado y ritualmente puro, y por lo tanto, adecuado para que un dios residiera en él. Las estatuas y relieves de los templos, así como animales sagrados en particular, como el toro de Apis, sirvieron como intermediarios divinos de esta manera. Los sueños y trances proveían una vía de comunicación muy diferente. En estos estados, se creía, que las personas se acercaban a los dioses e incluso recibían mensajes de ello. Finalmente, de acuerdo a las creencias egipcias de la vida después de la muerte, las almas pasaban al reino divino después de fallecidos. Por lo cual los egipcios creían eso de la muerte y que ellos existirían en el mismo nivel que sus dioses y entenderían por completo su naturaleza misteriosa.

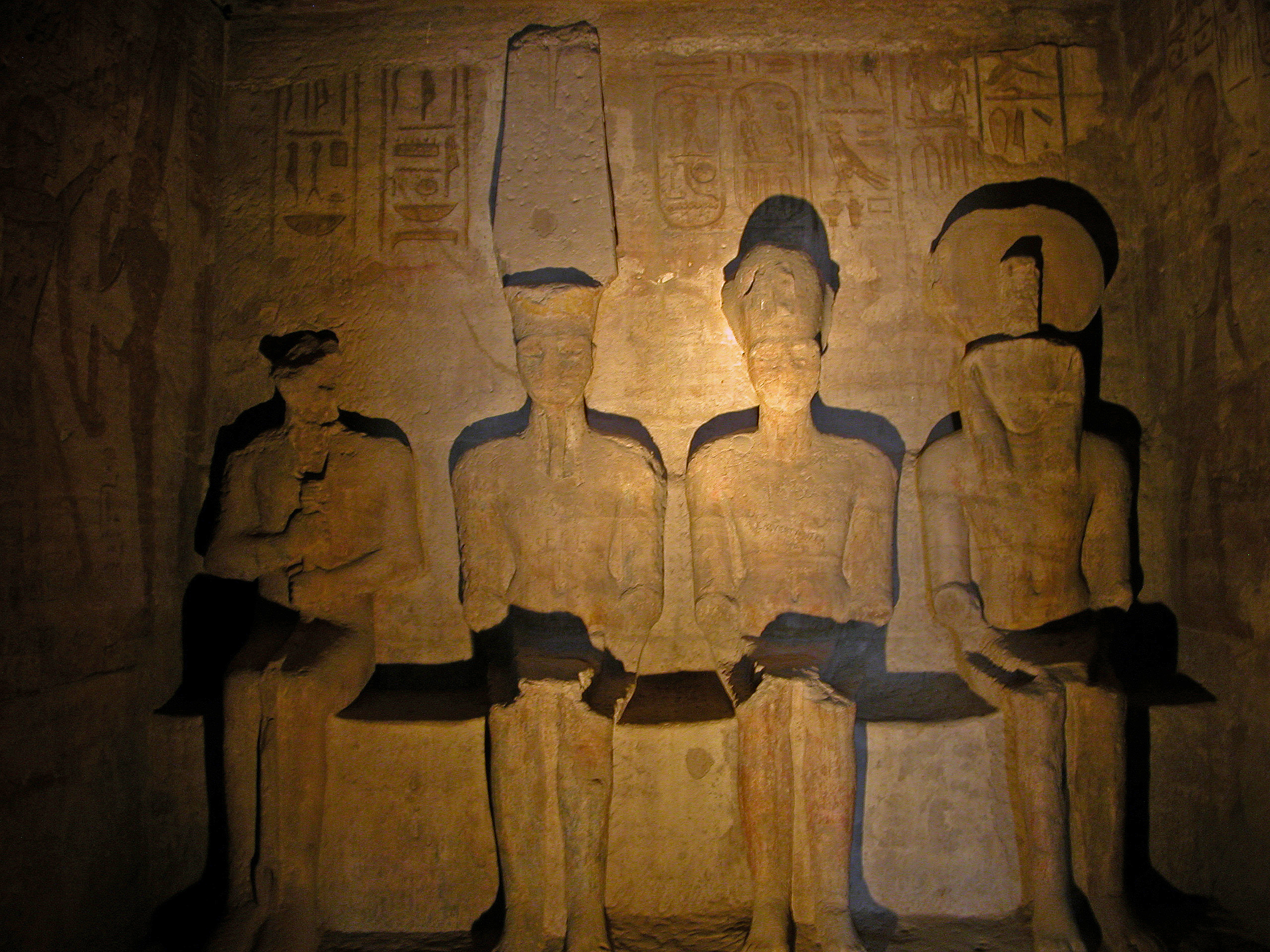
Ramsés II (el segundo desde la derecha) con los dioses Ptah, Amón y Ra en el santuario del Gran Templo en Abu Simbel.

Los templos, donde se llevaban a cabo los rituales del estado, están colmados de imágenes de dioses. La imagen más importante en el templo era el ídolo en el santuario interior. Estas estatuas, generalmente menores que la escala real, estaban hechas de los mismos materiales preciosos de los que estaba hecho el cuerpo de este dios. Muchos templos tenían varios santuarios, cada uno con un ídolo representando a uno de los dioses de un grupo, como una tríada familiar. El dios primario de la ciudad se veía como su señor, empleando muchos residentes como sirvientes en el hogar divino que este templo representaba. Los dioses que residían en todos los templos de Egipto colectivamente representaban al panteón entero. Sin embargo muchas deidades—incluyendo algunos dioses importantes así como aquellos que eran pequeños y hostiles—nunca tuvieron templos propios, aunque algunos fueron representados en los templos de otros dioses.
Para aislar al poder de las impurezas del mundo exterior, los egipcios encerraban los santuarios de los templo y restringían severamente el acceso a ellos. El contacto con los ídolos era negado a personas que no fueran los reyes o altos sacerdotes. La única excepción era durante las procesiones festivales, cuando la estatua se transportaba afuera del templo, aunque contenida en un altar portátil. El pueblo tenía medios de interacción menos directos, las partes más públicas de los templos también incorporaban pequeños lugares para las oraciones; desde portales hasta capillas individuales cercanas a la parte posterior de la edificación del templo. Las comunidades también construían y gestionaban pequeñas capillas para su propio uso, y algunas familias tenían altares dentro de sus hogares. A pesar de la brecha que separaba a la humanidad de lo divino, los egipcios estaban rodeados de oportunidades para acercarse a sus dioses.

### Intervención en las vidas humanas
Los dioses egipcios estaban envueltos en las vidas humanas, así como en el orden superior de la naturaleza. Esta influencia divina aplicaba principalmente a Egipto, pues se consideraba que los extranjeros estaban fuera del orden divino. Pero en el Nuevo Imperio, cuando otras naciones estaban bajo el control Egipcio, se decía que los extranjeros estaban bajo el benigno gobierno del dios del sol, de la misma manera en la que lo estaban los egipcios.
Se decía que Thoth, quien era el supervisor de tiempo, asignaba y fijaba el tiempo que vivirían los humanos y los dioses. Otros dioses también gobernaban la longitud de las vidas humanas, incluyendo a Mesjenet, quien se encargaba del nacimiento y Shai, la personificación del destino. El tiempo y la manera de muerte eran el principal significado del concepto de destino en Egipto, aunque el poder de estas deidades también tenían cierto alcance en otros aspectos. Muchos textos narran sobre dioses influenciando o inspirando decisiones humanas, alcanzando el "corazón" de un humano—el centro de emoción e intelecto en las creencias Egipcias. También se creía que las deidades daban órdenes, instruyendo al rey en el gobierno de sus dominios y al regular la gestión de sus templos. Los textos egipcios rara vez mencionan a las órdenes directas que fueron dadas a personas privadas, y estas jamás evolucionaron en un conjunto de códigos impuestos por el poder divino. La moralidad en el antiguo Egipto se basaba en el concepto de maat, el cual, cuando era aplicado a la sociedad humana, significaba que todos deberían vivir de una manera apropiada que no interviniera con el bienestar de los demás. Gracias a que las deidades eran las defensoras del maat, la moralidad se conectaba a con ellos. Por ejemplo, los dioses juzgaban la rectitud moral de los humanos después de su muerte, y desde los tiempos del Nuevo Imperio se creía que se requería de un veredicto de inocencia para ser admitido en el reino de los difuntos. Pero, en general, la moralidad se basaba en las maneras prácticas de mantener el maat en la vida diaria, en vez de basarse en estrictas reglas que los dioses podrían establecer.

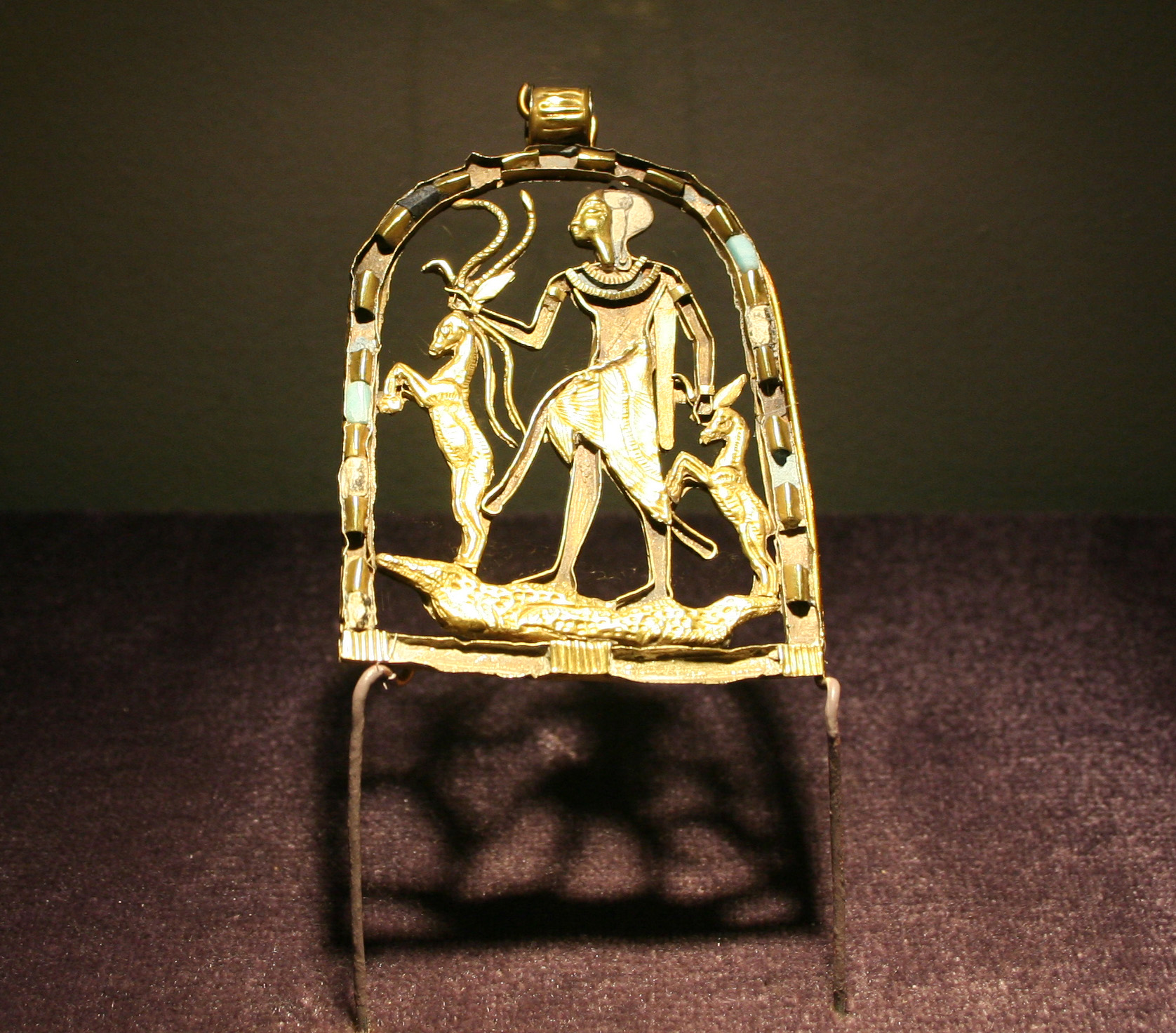
Amuleto del dios Shed

Los humanos contaban con libre albedrío para ignorar la guía divina y la conducta requerida por el maat, pero al hacerlo, podían hacerse acreedores de castigos divinos. Una deidad llevaba a cabo este castigo utilizando su ba, la fuerza que manifestaba el poder de un dios en el mundo humano. Los desastres naturales y enfermedades humanas se veían como el producto de los bas motivados por el enojo divino. Contrariamente, los dioses podían curar gente honesta de enfermedades o hasta extender sus esperanzas de vida. Ambos tipos de intervención fueron representados por deidades eventualmente; Shed, quien surgió en el Nuevo Imperio para representar el rescate divino del daño y peligro, y Petbe, un dios apotropaico de las eras tardías de la historia Egipcia, que se creía ser el vengador de los malos actos.
Los textos egipcios tienen diferentes visiones sobre la responsabilidad que tienen los dioses cuando los humanos sufren de manera injusta. La mala fortuna se consideraba frecuentemente como un producto del isfet, el desorden cósmico que era el opuesto maat, por lo cual los dioses no eran los culpables de los eventos del mal. Algunas deidades que se estaban ligadas cercanamente con el isfet, como Set, podían ser consideradas causantes del desorden dentro del mundo sin culpar a los demás dioses. Sin embargo, algunos textos sí acusan a las deidades de causar miseria humana, mientras que otras proponen teodiceas en defensa del dios. Desde el Imperio Medio, varios textos conectaron el mal en el mundo con un mito en el que el dios creador pelea con una rebelión humana en contra de su reinado y después se retira de la tierra. Gracias a este mal comportamiento humano, el creador es distante de su creación, permitiendo la existencia del sufrimiento. Los textos del Nuevo Imperio no cuestionan la naturaleza justa de los dioses con el mismo ímpetu que lo hacen los textos del Imperio Medio. Ellos hacen énfasis en las relaciones humanas personales con las deidades y el poder del dios para intervenir en los eventos humanos. Las personas de esta era tenían fe en los dioses específicos que ellos esperaban que pudieran ayudarlos y protegerlos durante el transcurso de sus vidas. Como resultado, la mantener los ideales del maat se tornó menos importante que ganar el favor de los dioses para garantizar una buena vida. Se consideraba que hasta los faraones dependían de la ayuda divina, y después de que el Nuevo Imperio terminara, el gobierno se vio cada vez más influenciado por los óraculos que comunicaban la voluntad de los dioses.

### Adoración
Las prácticas religiosas oficiales, que mantenían la maat para el beneficio de todo Egipto, se relacionaban, pero eran distintas de las prácticas religiosas de la gente ordinaria, quien buscaba la ayuda de los dioses para sus propios problemas personales.
La religión oficial involucraba una variedad de rituales, con base en templos. Algunos ritos se realizaban a diario, mientras que otros eran festivales, llevándose a cabo con intervalos más largos y se limitaban a un templo o deidad particular. Los dioses recibían ofrendas en ceremonias diarias, en las cuales sus estatuas eran vestidas, ungidas y se les presentaba comida e himnos en su honor. Estas ofrendas, además de mantener la maat para los dioses, celebraban la generosidad dadora de vida de la deidad y los alentaba a mantenerse benevolentes, en vez de vengativos.

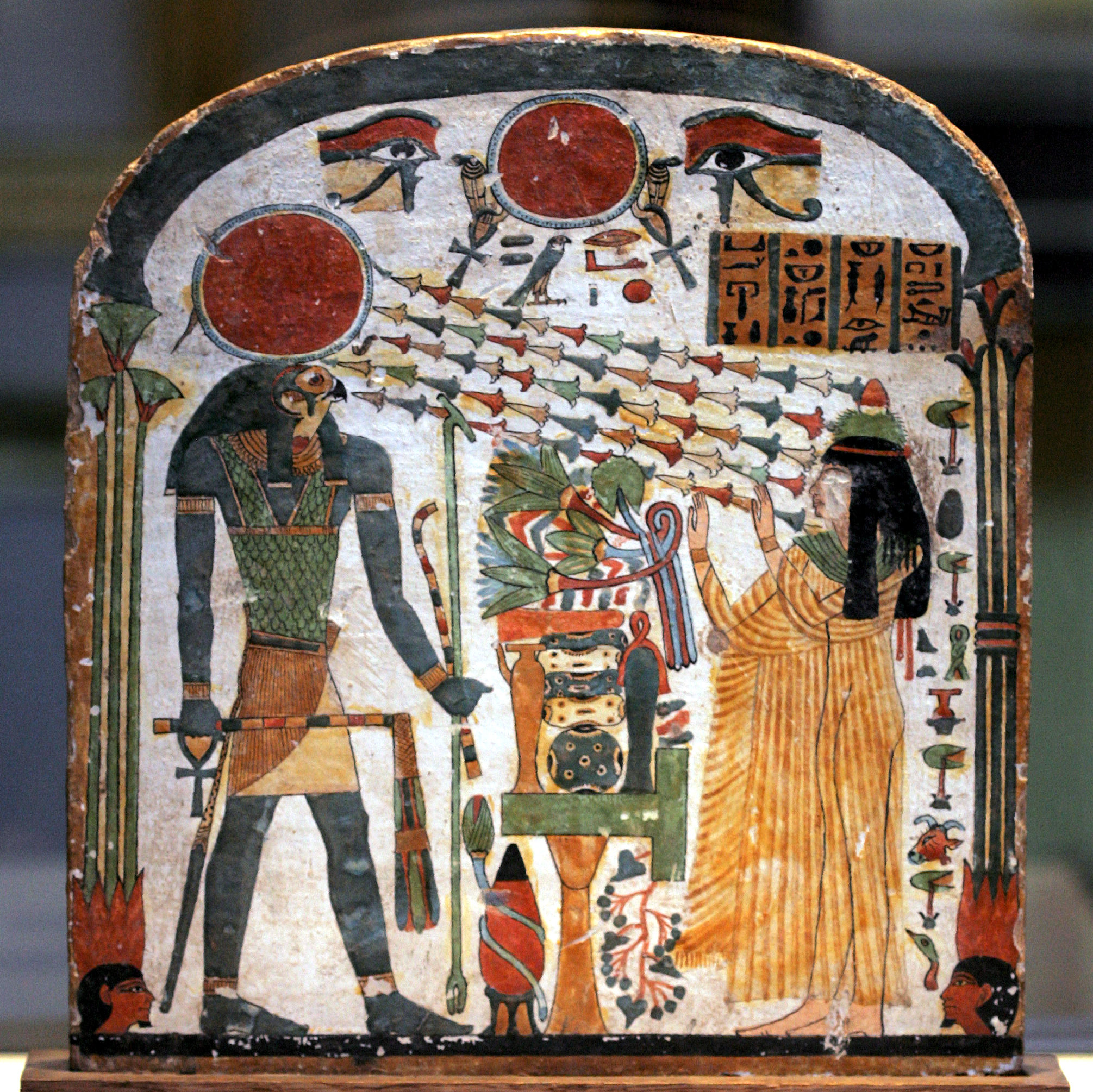
La dama Teperet adorando a Ra-Horajty, que la bendice con rayos de luz con forma de flores. Dinastía XXII.

A menudo, los festivales involucraban una procesión ceremonial en la cual una imagen de culto se transportaba fuera del templo en un altar con forma de barca. Estas procesiones cumplían con varios propósitos. En tiempos romanos, cuando se creía que deidades locales de todo tipo tenían poder sobre la inundación del Nilo, las procesiones en muchas comunidades llevaban imágenes del templo a los márgenes del río para que los dioses invocaran una inundación grande y fructífera. Las procesiones también viajaban entre los templos, como cuando la imagen de Hathor del Templo de Dendera visitaba a su consorte Horus en el Templo de Edfu. Los rituales para un dios se basaban en la mitología de esa deidad. Estos rituales buscaban ser repeticiones del pasado mítico, renovando los efectos beneficiosos de los eventos originales. En la fiesta de Joiak en honor a Osiris, su muerte y resurrección eran recreadas en el momento en que los cultivos empezaban a germinar. La vegetación naciente simbolizaba la renovación de la vida del dios.
La interacción personal de los dioses tomó muchas formas. La gente que quería información o consejo consultaba a los oráculos, operados por los templos, que se suponía que expresaban las respuestas de los dioses a sus preguntas. Los amuletos e imágenes de deidades protectoras eran utilizadas para ahuyentar a los demonios que podían amenazar el bienestar de los humanos. Los rituales privados invocaban el poder de las divinidades para cumplir metas personales, desde sanar enfermedades hasta maldecir enemigos. Estas prácticas utilizaban heka, la misma fuerza mágica que los dioses utilizaban, la cual había sido otorgada por el creador para repeler la mala fortuna. El que realizaba el rito privado frecuentemente tomaba el rol de un dios en un mito o hasta amenazaba a una deidad, para involucrar a los dioses en el cumplimiento de su meta. Tales rituales coexistían con ofrendas y rezos privados, y los tres se consideraban medios aceptables para obtener ayuda divina.
Los rezos y ofrendas privadas son generalmente llamados "devoción personal": actos que reflejan una relación cercana entre un individuo y un dios. Las evidencias de devoción personal son escasas antes del Imperio Nuevo. Las ofrendas votivas y los nombres personales, muchos de los cuales son teofóricos, sugieren que los plebeyos sentían una conexión entre ellos y sus dioses. Pero solo en el Imperio Nuevo son visibles evidencias firmes de la devoción a las deidades, alcanzando su mayor esplendor en esa era. Los académicos están en desacuerdo acerca del significado de este cambio, si la interacción directa con los dioses fue un nuevo desarrollo o una extensión de las viejas tradiciones. Los egipcios expresaron su devoción a través de una nueva variedad de actividades dentro y fuera de los templos. Inscribieron sus rezos y agradecimientos por la ayuda divina en estelas. Entregaron ofrendas de figurillas que representaban a los dioses a los que rezaban o que simbolizaban el resultado que deseaban. De esta forma, una imagen en relieve de Hathor y una estatuilla de una mujer podían representar una súplica por la fertilidad. Ocasionalmente, una persona tomaba a un dios en particular como patrón, y dedicaba su propiedad o trabajo al culto de ese dios. Estas prácticas continuaron hasta los últimos periodos de la historia egipcia. Estos periodos posteriores vieron más innovaciones religiosas, incluyendo la práctica de presentar momias animales como ofrendas a las deidades representadas en forma animal, como las momias de gato otorgadas a la diosa felina Bastet. Algunas de las deidades mayores de los mitos y la religión eran rara vez invocadas en las alabanzas populares, pero muchos de los grandes dioses estatales eran importantes en la tradición popular.
La adoración de algunos dioses egipcios se extendió hasta tierras vecinas, especialmente Canaán y Nubia durante el Imperio Nuevo, cuando estas regiones estaban bajo el control del faraón. En Canaán, las deidades exportadas, incluyendo a Hathor, Amón y Set presentaron sincretismo con los dioses nativos, que a su vez, se extendieron hacia Egipto. Las deidades egipcias pudieron no haber tenido templos permanentes en Canaán, y su importancia menguó allí después de que Egipto perdiera el control de la región. En contraste, muchos templos fueron construidos en Nubia para los dioses mayores y para los faraones deificados. Después del fin del dominio egipcio, los dioses importados, particularmente Amón, permanecieron como una parte de la religión del reino kushita de Nubia. Algunas deidades alcanzaron lugares más lejanos. Taueret se convirtió en una diosa en la Creta minoica, el oráculo de Amón en el Oasis de Siwa era conocido y consultado por personas de toda la región mediterránea.

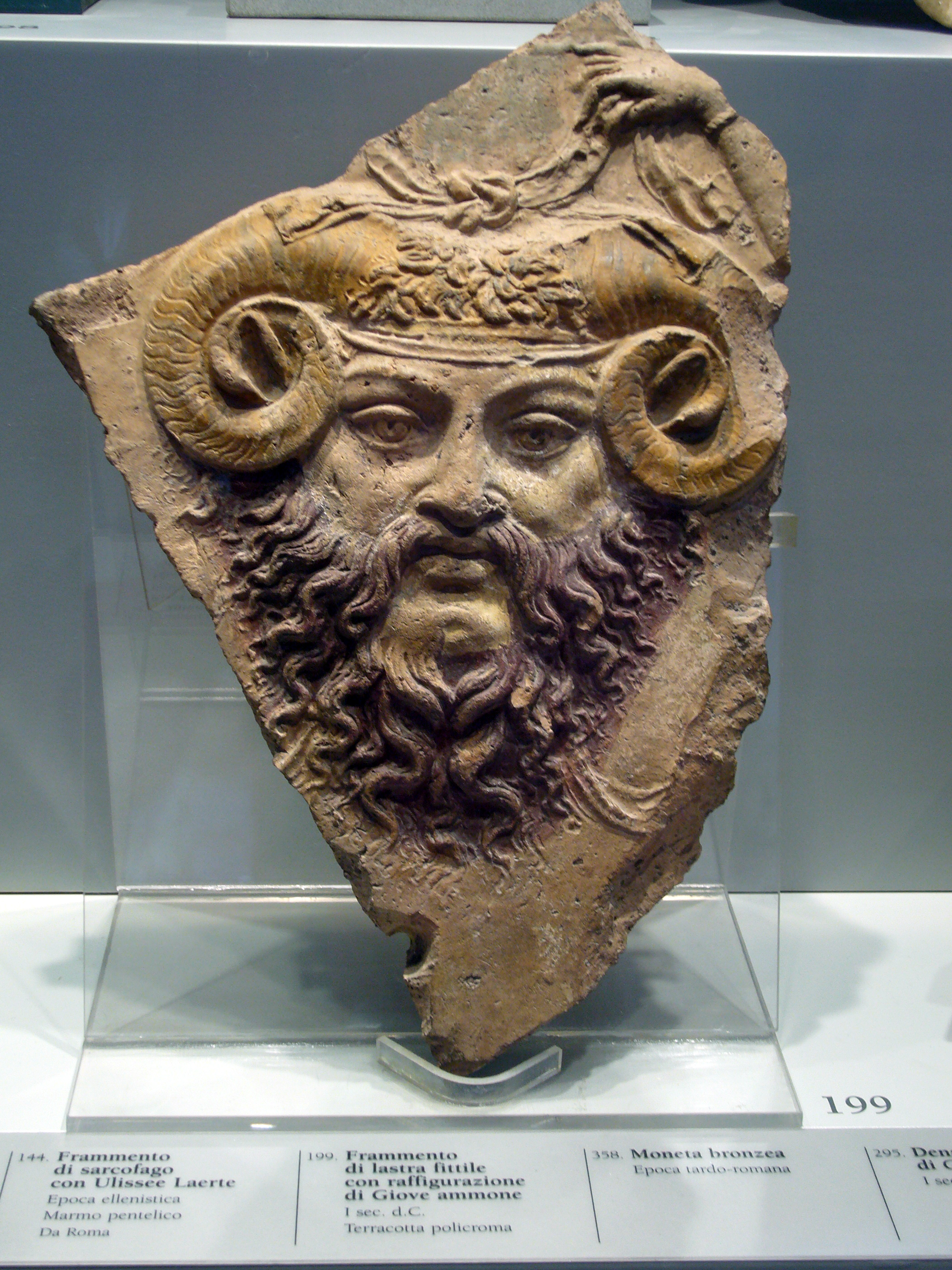
Júpiter-Amón, la combinación de Amón y el dios romano Júpiter.

Bajo la Dinastía Ptolemaica griega y luego el gobierno romano, los griegos y romanos introdujeron sus propias deidades en Egipto. Estos recién llegados equipararon a los dioses egipcios con los suyos, como parte de la tradición interpretatio graeca grecorromana. Pero la devoción a los dioses nativos no fue adoptada por los extranjeros. En vez de esto, los dioses griegos y romanos fueron adoptados como manifestaciones de los egipcios. Los cultos egipcios a veces incorporaban el idioma griego, filosofía, iconografía y hasta la arquitectura en los templos. Mientras tanto, los cultos a muchas deidades egipcias —particularmente Isis, Osiris, Anubis, la forma de Horus llamada Harpocrates, y el dios fusionado greco-egipcio Serapis— fueron adoptados en la religión romana y se propagaron a través del Imperio Romano. Los emperadores romanos, así como los reyes ptolemaicos que los precedieron, invocaban a Isis y Serapis para respaldar su autoridad, dentro y fuera de Egipto. En la compleja mezcla de tradiciones religiosas del Imperio, Tot fue transmutado en el legendario maestro esotérico Hermes Trismegisto, e Isis, que era venerada desde Bretaña hasta Mesopotamia, se convirtió en el foco de atención de un culto tipo griego mistérico. Tanto Isis como Hermes Trismegisto llegaron a ser prominentes en las tradiciones esotéricas occidentales, que tuvieron origen en el mundo religioso romano.
Los templos y cultos en Egipto empezaron a decaer conforme la economía romana se deterioraba en el siglo III d. C. y a principios del siglo IV, los gobernantes cristianos suprimieron la veneración de las deidades egipcias. Los últimos cultos, en File, se extinguieron en el siglo V o VI. La mayoría de las creencias relacionadas con los dioses desaparecieron dentro de unos pocos cientos de años, permaneciendo en textos mágicos en los siglos VII y VIII. Sin embargo muchas de las prácticas involucradas en su adoración, como las procesiones y oráculos, fueron adoptados en la ideología cristiana y persistieron como ritos de la Iglesia Copta. Dados los enormes cambios e influencias diversas en la cultura egipcia desde ese tiempo, los académicos están en desacuerdo si alguna práctica copta moderna desciende de aquellas de la religión faraónica. Pero muchos festivales y otras tradiciones de los egipcios modernos, tanto cristianos como musulmanes, se asemjan a la adoración de los dioses de sus ancestros.